# نافيسا كولير
نافيسا كولير (من مواليد 23 سبتمبر 1996) هي لاعبة كرة سلة أمريكية محترفة لفريق مينيسوتا لينكس من الاتحاد الوطني لكرة السلة للسيدات ونادي فنربخشة لكرة السلة للسيدات من الدوري التركي لكرة السلة للسيدات، والدوري الأوروبي لكرة السلة للسيدات. بعد لعب كرة السلة الجامعية في جامعة كونيتيكت، صيغت كوليربواسطة لينكس مع الاختيار في العام السادس في مسودة فريق هسكيز بالاتحاد الوطني لكرة السلة للسيدات لعام 2019. شاركت في الألعاب الأولمبية الصيفية 2020 في طوكيو كجزء من فريق كرة السلة للسيدات في الولايات المتحدة التي فازت بالميدالية ذهبية.

## مهنة المدرسة الثانوية
في سنتها الأولى، لعبت كولير في مدرسة جيفرسون سيتي الثانوية في جفرسون سيتي بولاية ميزوري، حيث بلغ متوسطها 17.9 نقطة و 9.8 كرات مرتدة. في سنتها الثانية، انتقلت إلى أكاديمية الكلمة المتجسدة، حيث بلغ متوسطها 24.6 نقطة و12 كرة مرتدة. تنافست كولير أيضًا في فريق المسار بالمدرسة الثانوية. حصلت على جائزة أفضل لاعبة في جاتوريد ميسوري لعامي 2013 و2015، وهي واحدة من خمسة متأهلين للتصفيات النهائية لجائزة نايسميث لعام 2015 كأفضل لاعبة وطنية لهذا العام ورابطة مدربي كرة السلة للسيدات في المدرسة الثانوية الأمريكية.

## مهنة الكلية
نافيسا كولير، تحصل على جوائز تعكس 2000 نقطة و1000 كرة مرتدة في نهاية مسيرتها المهنية في فريق هسكيز، احتلت كولير المرتبة الثالثة في التهديف، والرابعة في الكرات المرتدة، والسابعة في الكتل. إنها تحتل المرتبة الرابعة في معظم البدايات المتتالية في فريق هسكيزبالاتحاد الوطني لكرة السلة للسيدات، مع 112، وكان لديها 49 مهنة مزدوجة مزدوجة، وبلغ متوسطها ضعف مزدوج (20.8 / 10.8) في موسمها الأول. أصبحت اللاعبة الخامسة في نادي 2000/1000 الحصري، حيث انضمت إلى عظماء فريق هسكيز مثل مايا مور، وتينا تشارلز، وبريانا ستيوارت، وريبيكا لوبو. وصلت كولير إلى علامة 1000 كرة مرتدة في المباراة ضد لويزفيل، ووصلت إلى 2000 نقطة في المباراة التالية ضد سينسيناتي. كانت عضوًا في فريق كونيتيكت هاسكى الوطني لعام 2016 ووصلت إلى النهائي الرابع في كل سنة من سنواتها الأربع في فريق هسكيزبالاتحاد الوطني لكرة السلة للسيدات. حصلت على جائزة كاترينا ماكلين لأفضل قوة للأمام لهذا العام من قاعة مشاهير نايسميث التذكارية لكرة السلة في موسمها الأول. لقد كانت عضوًا في فريق الأول لجميع الامريكيين (All American) في كل من مواسمها الأولى والثانية، والفريق الثاني في موسمها الصغير. حصلت كولير على أكبر عدد من الكرات المرتدة (411) في موسم واحد في فريق هسكيز، واحتلت المركز الثاني بأكبر عدد من النقاط في موسم واحد برصيد 792 نقطة، متخلفة فقط عن مايا مور. كثنائي، سجلت كولير وكاتي لو سامويلسون أكبر عدد من النقاط في تاريخ فريق هسكيز (4688)، متصدرين ستيورت وجيفرون، وهما زميلان في الفريق من موسمهم الجديد.

## مهنة محترفة
فريق هسكيزبالاتحاد الوطني لكرة السلة للسيدات: مينيسوتا لينكس (منذ 2019 إلى الوقت الحاضر) اختيرت كولير بواسطة مينيسوتا لينكس باعتباره الاختيار للعام السادس في مسودة فريق هسكيزبالاتحاد الوطني لكرة السلة للسيدات لعام 2019. طُلب منها أن تلعب دور مهاجم صغير، ثم مهاجم قوي، وبعد ذلك مهاجم صغير. في أول مباراة لها في فريق هسكيز، سجلت كولير 27 نقطة ضد شيكاغو سكاي، وهو ثاني أعلى ظهور لأول مرة على الإطلاق لأي مبتدئ (بعد كانداس باركر). لقد لعبت 33.3 ميلا في الغالون، أي عدد دقائق أكثر في المباراة الواحدة من أي لاعب آخر في فريق هسكيز.
إنها ثاني مبتدئة (بعد تاميكا كاتشينغز) في تاريخ فريق هسكيز سجلت 400 نقطة و 200 كرة مرتدة و 60 سرقة.
كولير هى اللاعبة الرابعة (بعد مايا مور وكاتشينجز وشيريل سووبيس) التي تحصل على 400 نقطة و200 كرة مرتدة و75 تمريرة حاسمة و50 سرقة و25 قطعة و25 رميات ثلاثية. صوت على كولير لفريق هسكيز لعام 2019، وأصبحت نجم كل النجوم كبديل لإصابة اجا ويلسون.
بالنسبة لهذا الموسم، بلغ متوسط كولير 13.3 نقطة و 6.6 متابعات و 2.6 تمريرة حاسمة و 1.9 سرقة و 0.9 كتل. لقد سددّت 49.0% من الملعب، و36.1% من ثلاث، و79.2% من خط الرمية الحرة. اختيرت من قبل إي إس بي إن.كوم وأسوشيتد برس وفريق هسكيز الصاعد لهذا العام.
في موسم 2020 أثناء وجودها في فريق هسكيز، بدأت كولير بثًا صوتيًا مع أجا ويلسون، والذي التقطته رياضة نسائية فقط في العام التالي.
كانت كولير في إجازة أمومة لمعظم موسم 2022 بسبب ولادة ابنتها في مايو 2022. وعادت إلى لينكس في أغسطس 2022 ولعبت أربع مباريات. صرحت بأنها تريد أن تكون قادرة على العودة للعب مرة أخرى مع سيلفيا فاولز، التي تقاعدت من لينكس وفريق هسكيز بعد موسم 2022.
عادت كولير في عام 2023 بشكل أقوى وحصلت على موسم من عيار أفضل لاعبة لفريق لينكس.

## ما وراء البحار
لعبت كولير مع فريق لاتيه مونبلييه في فرنسا عام 2021، حيث كانت جزءًا من الفريق الذي فاز بكأس فرنسا النهائية في باريس. في عام 2023، لعبت كولير مع نادي فنار باغجه لكرة السلة في الدوري التركي الممتاز بعقد قصير الأجل، جنبًا إلى جنب مع زميلتها في فريق لينكس، كايلا ماكبرايد. خلال الفترة القصيرة التي قضتها مع الفريق، اختيرت كأفضل لاعبة في بطولة كأس السوبر للسيدات.

## الإعلان عن الدوري الذي لا مثيل له
في يوليو 2023، أعلنت كولير أنها وبريانا ستيوارت يشكلان دوريًا محترفًا جديدًا للسيدات، لا مثيل لها، لمنح لاعبي فريق هسكيز والحصول على بديل للعب في الخارج لكسب المال. ومن المتوقع أن يبدأ الدوري، الذي هو في مرحلة التطوير مع الرعاية، في عام 2025 وسيضم 30 لاعبًا في شكل 3 ضد 3 أو 1 ضد 1. سيكون الموسم الأولي من يناير حتى مارس وسيقام في ميامي.

## مسيرة المنتخب الوطني
في يونيو 2021، عينت كولير في فريق كرة السلة الأولمبي الأمريكي للسيدات للمنافسة في طوكيو، اليابان خلال دورة الألعاب الأولمبية الصيفية 2020، مما يمثل اختيارها الأول.

## الإحصائيات المهنية

### الكلية
| عام     | الفريق                        | عدد المباريات | النقاط | نسبة الهدف الميداني% | نسبة الرميات الثلاثية% | نسبة الرمية الحرة% | المرتدات لكل مباراة | الأسيست في كل مباراة | السرقات في كل لعبة | التصديات لكل لعبة |
| ------- | ----------------------------- | ------------- | ------ | -------------------- | ---------------------- | ------------------ | ------------------- | -------------------- | ------------------ | ----------------- |
| 2015–16 | فريق أوكون لكرة السلة للسيدات | 38            | 258    | .533                 | .154                   | .917               | 5.2                 | 0.9                  | 1.3                | 1.2               |
| 2016–17 | فريق أوكون لكرة السلة للسيدات | 37            | 754    | .678                 | .431                   | .818               | 9.1                 | 2.2                  | 1.7                | 2.1               |
| 2017–18 | فريق أوكون لكرة السلة للسيدات | 37            | 597    | .583                 | .344                   | .786               | 7.4                 | 3.3                  | 1.6                | 1.7               |
| 2018–19 | فريق أوكون لكرة السلة للسيدات | 38            | 792    | .612                 | .283                   | .697               | 10.8                | 3.5                  | 1.5                | 1.7               |
| المهنة  | 150                           | 2,401         | .601   | .303                 | .804                   | 8.1                | 2.5                 | 1.5                  | 1.7                | 16.1              |

## الحياة الشخصية
كولير هي حفيدة غيرشون كولير، محامي سيراليوني كريول، ,سفير الأمم المتحدة، وسفير لدى الولايات المتحدة، ولفترة وجيزة، رئيس قضاة سيراليون. في وقت لاحق، أصبح مغتربًا ومعلمًا ومشجعًا نيويورك يانكيز و نيويورك جاينتس، وتوفي قبل عامين من ولادتها. أوضح والدها جمال كولير لصحيفة نيويورك تايمز أنه قام بتربية نافيسا لمعرفة "أهمية الاكتفاء الذاتي والمسؤولية والحفاظ على اسم العائلة". ساعد غيرشون سيراليون في الحصول على استقلالها عن بريطانيا العظمى في عام 1961.
يلعب شقيقها الأصغر كاي كرة القدم في جامعة ليندنوود في سانت تشارلز بولاية ميزوري.
خارج الملعب، تحب كولير القراءة، وخاصة الروايات الغامضة التي كتبها روث وير. في أكتوبر 2019، خطبت لأليكس بازيل، مدرب مهارات كرة السلة. في نوفمبر 2021، أعلنا أنهما ينتظران طفلتهما الأولى، وهي فتاة. في 25 مايو 2022، أنجبت كولير طفلة اسمها ميلا سارة بازيل. في 7 أكتوبر 2022، تزوج كولير وبازل في سانت لويس.